# CFU-Eos
«CFU-Eo», или «КОЕ-Эо» — это гипотетическая гемопоэтическая стволовая клетка, от которой, как считают некоторые авторы, происходят эозинофилы. Некоторые источники предпочитают термин «CFU-Eos» («КОЕ-Эоз»). Также употребляется аббревиатура «hEoP» — от human Eosinophil-lineage-committed Progenitor.